# 대구 요금소
대구 요금소(Daegu TG)는 대구광역시 수성구 가천동에 위치했던 중앙고속도로 본선 상의 요금소이다. 수성 나들목에서 춘천 방향으로 약 1.3km 떨어진 위치에 있었다.
2006년 1월 25일 중앙고속도로 대동 ~ 동대구 민자 구간이 개통되면서 영업을 개시했다. 춘천방면(상행) 차로에만 요금소가 설치되어 있었으며, 관리는 신대구부산고속도로 대구영업소에서 했었다.
2016년 11월 11일 중앙고속도로 대동 분기점 ~ 동대구 분기점 구간을 포함한 민자고속도로 8개 노선상에 원톨링 시스템이 적용되어 요금소가 불필요해짐에 따라 폐쇄되었다.
현재 폐쇄된 대구 요금소 부지는 가천 졸음쉼터로 사용 중이다.

## 연혁
- 2004년 5월 17일 : 2006년 2월까지 요금소 설치를 위해 대구광역시 동구 용계동 ~ 경상남도 김해시 대동면 월촌리 82.05km 구간 도로구역 변경[1]
- 2006년 1월 25일 : 중앙고속도로 부산 ~ 대구 민자구간 개통과 함께 영업 개시[2]
- 2016년 11월 11일 : 원톨링 시스템 도입으로 요금소 폐쇄

## 교통량 정보
춘천방향 차량만 집계한 자료이다.
| 요금소        | 통행량 (대/일) | 통행량 (대/일) | 통행량 (대/일) | 통행량 (대/일) | 통행량 (대/일) | 통행량 (대/일) | 통행량 (대/일) | 통행량 (대/일) | 통행량 (대/일) | 통행량 (대/일) | 각주  |
| 요금소        | 2001년         | 2002년         | 2003년         | 2004년         | 2005년         | 2006년         | 2007년         | 2008년         | 2009년         | 2010년         | 각주  |
| ------------- | -------------- | -------------- | -------------- | -------------- | -------------- | -------------- | -------------- | -------------- | -------------- | -------------- | ----- |
| 대구 (폐쇄식) | 미개통         | 미개통         | 미개통         | 미개통         | 미개통         | 14,235         | 17,842         | 17,517         | 18,725         | 20,425         | [ 3 ] |
| 요금소        | 2011년         | 2012년         | 2013년         | 2014년         | 2015년         | 2016년         | 2017년         | 2018년         | 2019년         |                | [ 3 ] |
| 대구 (폐쇄식) | 21,601         | 21,833         | 22,779         | 23,456         | 11,605         | 12,247         | 12,876         | 7,963          | 7,727          |                | [ 3 ] |